# 구니모토촌
구니모토촌(国本村)은 도치기현의 중부, 가와치군에 속했던 촌이다.

## 역사
- 1889년 4월 1일 - 정촌제 시행에 의해 가와치군 구니모토촌이 성립하였다.
- 1954년 11월 1일 - 도미야촌, 도요사토촌, 시로야마촌, 시노이촌의 일부와 함께 우쓰노미야시에 편입해 소멸하였다.